# Olle Åberg

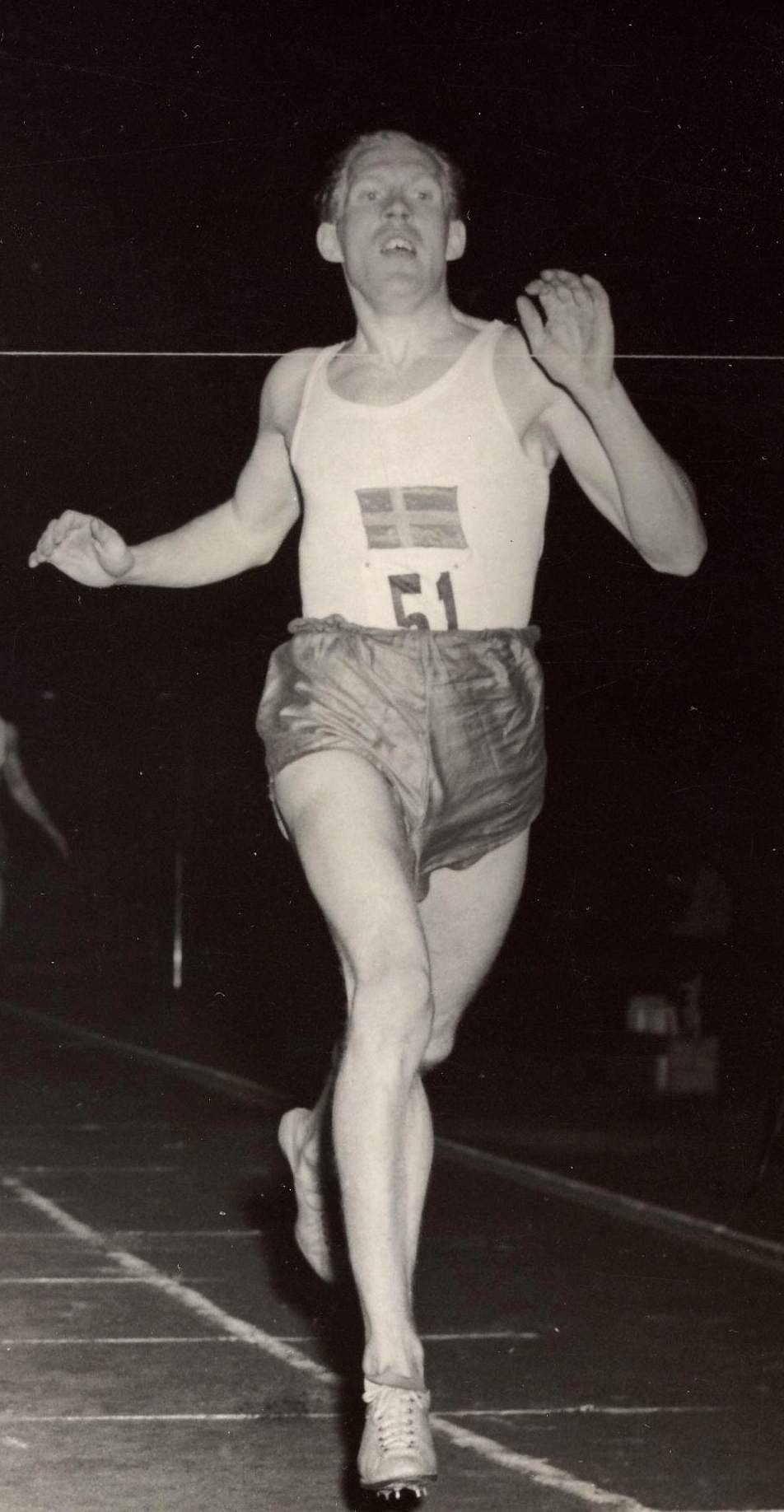
Olle Åberg, 1949

Olle Åberg (eigentlich Olof Viktor Åberg; * 24. Januar 1925 in Hofors; † 19. Dezember 2013 in Gävle) war ein schwedischer Mittelstreckenläufer.
Bei den Olympischen Spielen 1952 in Helsinki wurde er Siebter über 1500 m.
Über dieselbe Distanz wurde er 1951 Schwedischer Meister.

## Persönliche Bestzeiten
- 800 m: 1:49,3 min, 9. August 1953, Enköping
- 1000 m: 2:21,3 min, 10. August 1952, Kopenhagen (ehemaliger Weltrekord)
- 1500 m: 3:45,4 min, 26. August 1951, Göteborg
- 1 Meile: 4:04,2 min, 1. August 1952, Gävle